# Men☆dol ～帥男偶像～
《帥男偶像》（日语：メン☆ドル ～イケメンアイドル～）是東京電視台系列的電視劇24時段（每週星期五的24:12 - 24:53，JST）於2008年10月10日開始播放的日本電視劇，由「no3b」的小嶋陽菜、高橋南、峯岸南主演。

## 概要
朝日、娜美、雛田是以偶像為志願的女高中生和飛特族。某日，偶然目撃犯罪現場，被追蹤時得到藝能事務所的女社長冴子幫助。冴子隐藏她们作为女性的真相，以帥男偶像團體「假面」的身份出道。

## 登場人物、陣容

### 正式、客串
若松朝日/陸（若松アサヒ/リク）：小嶋陽菜（AKB48、no3b）
以偶像為志願的女高中生。
河内娜美/海（河内ナミ/カイ）：高橋南（AKB48、no3b）
胜似男子的便利商店店員。
音羽雛田/空（音羽ヒナタ/クウ）：峯岸南（AKB48、no3b）
不思議系、喜歡羅莉塔時裝外觀的女高中生。天然呆、装纯。
Ray（日语：レイ）：多岐川華子
「Monkey制作」所属當紅歌手。自私的性格，迷戀對責罵了自己的海，有時想獨占他。
瑪麗琳（マリリン）：垠凌
「鴨嘴藝能社」社長秘書。是女同性戀的M。常穿網襪、性感的衣服。
葉村次郎：川野直輝
朝日的青梅竹馬新手攝影師。希望得到普立茲獎，與朝日結婚。
美吉克之：大口兼悟
藝能事務所「Sunny Music」的年輕董事。是怪人、変態。迷戀不知道原形的陸。然後，發覺自己是同性戀。
加賀：大村波彦
前製作人
山下：國本鐘建
黑田的手下
平岩十五（ひらいわじゅうご）
在路上被黑田綁架。非正常死亡的記者。
ミスターU：声杉山裕之/我が家
黑田命令將皮帶收回謎之人物。本名是「牛島」。曾經是「動物抵觸」的鼓手，因猿川的謀略令他的手受傷，被切斷音樂家生命。埋怨冴子和猿川，從表面的世界消失。
牛島貴明：川倉けいぞう
高橋洋司：古山憲太郎
奈良渕清志：加藤マサキ
猿川圭史：太川陽介
藝能事務所「Monkey制作」社長。年輕的時候是3人組的視覺系樂隊「動物抵觸」的隊長。
黑田：白龍（友情客串）
把朝日和娜美作目標的謎之男子。被藏在朝日的皮帶的裏面的SD卡為目標。從意想不到被雛田迷戀，被稱為「クロにゃん」。
鴨嘴冴子：廣田玲央名
「鴨嘴藝能社」社長。以喬裝朝日她們使帥男偶像團體「假面」出道。經常持著鞭子對朝日等3人和瑪麗琳進行「懲罰」的S。雖然是巨乳但以前是男子，「動物抵觸」的成員，是「犬山」。

### 嘉賓
- 城山キチン：パパイヤ鈴木（第3話）
- Ruby・Gates（日语：ルビー・ゲイツ）：ダイアモンド☆ユカイ（第5話、第6話）
- 羽鳥志愛：前田健（第6話）
- Hattey（日语：ハッタイ）：滿島光（第10話）
- 旺塔羅7世（日语：ワタール7世）：山下裕子（第10話）

## 工作人員
- 腳本：岩村匡子、村上直美、佐藤久美子、大久保智巳
- 音楽：PPM
- 音楽協力：東京電視台音樂
- 技術制作人：菅原光宏
- 攝影：貝谷慎一
- 照明：矢尻昌也
- 音声：金子直樹
- 編集：大森寛之
- 標題背景：高岡直樹
- 選曲：谷川義春
- 音響効果：赤座聡子
- Live編集：伊藤裕之
- MA：上杉春奈
- 美術制作人：吉良久仁子
- 設計：竹中健
- 美術進行：石川利久
- 裝飾：野宮昌志
- 衣裳：中野知美
- 持道具：田中淳子
- 髮形：向さおり
- 假髮製作：佐野泰葉
- 大道具製作：葛西剛太（第11話、第12話）
- 大道具操作：稲本治（第11話、第12話）
- 酸樹脂裝飾：中村哲治（第11話、第12話）
- 電飾：森智（第11話、第12話）
- 視覚効果：菅谷守（第11話、第12話）
- 節目宣傳：大石淳子（東京電視台）
- 節目辦公桌：矢部歩（東京電視台）
- 棚：チャールズ村上
- 車輌：富士電影
- 演出補：根本和政（第11話、第12話）、淵上正人、西浦茜
- 制作担当：田村豊
- 制作主任：福田春子
- 記錄：上田ゆり
- 編舞指導：鈴木晶子
- 制作人：岡部紳二（東京電視台）、森田昇（東京電視台）、伊賀宣子、小山田雅和
- 演出：木下高男、都築淳一、高丸雅隆、小山田雅和、根本和政
- 協力：ベイシス、バスク、フジアール
- 制作：東京電視台、共同電視台
- 製作：「メン☆ドル」製作委員会

## 音樂
主題曲
- no3b《Relax!》（Epic Records Japan Inc.）（最終話中作為片尾曲使用）

劇中歌
- 假面《3seconds》（Epic Records Japan Inc.）（第1話－第10話、最終話）
- 假面《クリスマスプレゼント》（Epic Records Japan Inc.）（第10話－最終話）

片尾曲
- AKB48《大声鑽石》（King Records）（第11話、最終話中作為插入曲使用）

## 播放日、副標題
| 各話   | 日期           | 副標題                                       | 腳本       | 演出       | 收視率 |
| ------ | -------------- | -------------------------------------------- | ---------- | ---------- | ------ |
| 第1話  | 2008年10月10日 | 男でデビュー!? の巻                          | 岩村匡子   | 木下高男   | 3.0%   |
| 第2話  | 2008年10月17日 | 男だらけの五角関係!? の巻                    | 岩村匡子   | 木下高男   | 3.2%   |
| 第3話  | 2008年10月24日 | 究極の男の美! ヌード撮影!? の巻              | 岩村匡子   | 都築淳一   | 3.3%   |
| 第4話  | 2008年10月31日 | ヤバイ! 夜這い!? の巻                        | 村上直美   | 高丸雅隆   | 2.0%   |
| 第5話  | 2008年11月7日  | 売れるためにはゲイに喰われろ!? の巻          | 佐藤久美子 | 小山田雅和 | 2.7%   |
| 第6話  | 2008年11月14日 | 裸のアイドル! 消えた衣装!? の巻              | 岩村匡子   | 根本和政   | 3.4%   |
| 第7話  | 2008年11月21日 | 男同士のあぶない一夜!? の巻                  | 佐藤久美子 | 根本和政   | 3.9%   |
| 第8話  | 2008年11月28日 | どん底のペルソナ 水着で大逆転!? の巻         | 大久保智巳 | 高丸雅隆   | 2.8%   |
| 第9話  | 2008年12月5日  | ナミダ、ナミダ、ペルソナ解散!? の巻          | 大久保智巳 | 高丸雅隆   | 1.8%   |
| 第10話 | 2008年12月12日 | ペルソナの決断 アイドルは世界を救う!? の巻   | 岩村匡子   | 小山田雅和 | 2.6%   |
| 第11話 | 2008年12月19日 | 追いつめられたペルソナ 最後のステージ!? の巻 | 岩村匡子   | 根本和政   | 2.3%   |
| 最終話 | 2008年12月26日 | ペルソナ死す 〜それでも夢を! の巻            | 岩村匡子   | 高丸雅隆   | 2.6%   |

## 播放電視台
| 播放對象地區  | 播放電視台                  | 系列           | 播放期間、播放日期及和播放時間 | 播放期間、播放日期及和播放時間 |
| ------------- | --------------------------- | -------------- | ------------------------------ | ------------------------------ |
| 關東廣域圏    | 東京電視台（TX） 【製作局】 | 東京電視台系列 | 2008年10月10日－12月26日       | 星期五 24時12分－24時53分      |
| 北海道        | 北海道電視台（TVh）         | 東京電視台系列 | 2008年10月10日－12月26日       | 星期五 24時12分－24時53分      |
| 愛知縣        | 愛知電視台（TVA）           | 東京電視台系列 | 2008年10月10日－12月26日       | 星期五 24時12分－24時53分      |
| 岡山縣 香川縣 | 瀨戶內電視台（TSC）         | 東京電視台系列 | 2008年10月10日－12月26日       | 星期五 24時12分－24時53分      |
| 福岡縣        | TVQ九州放送（TVQ）          | 東京電視台系列 | 2008年10月10日－12月26日       | 星期五 24時12分－24時53分      |
| 大阪府        | 大阪電視台（TVO）           | 東京電視台系列 | 2008年10月16日－2009年1月8日   | 星期四 24時12分－24時53分      |
| 山形縣        | TVU山形（TUY）              | TBS系列        | 2008年11月20日－2009年2月13日  | 星期四 25時44分－26時24分      |
| 愛媛縣        | 愛電視台（ITV）             | TBS系列        | 2009年1月9日－3月27日          | 星期五 25時35分－26時15分      |
| 福島縣        | 福島中央電視台（FCT）       | 日本電視台系列 | 2009年1月10日－3月28日         | 星期四 25時45分－26時25分      |
| 鳥取縣 島根縣 | 日本海電視台（NKT）         | 日本電視台系列 | 2009年4月18日－7月11日         | 星期四 24時50分－25時35分      |

## 相關項目
- 馬路須加学園

## 備註
1. ↑  2009年1月2日的播放是年末年始特別節目，暫停播放。
2. ↑  2009年1月1日的播放是年末年始特別節目，暫停播放。
3. ↑  第一集於25時50分－26時30分播放。

## 外部連結
- ドラマ24「メン☆ドル〜イケメンアイドル〜」：テレビ東京 （页面存档备份，存于）
- 「メン☆ドル〜イケメンアイドル〜」DVD-BOX （页面存档备份，存于）

| 電視劇24                                      | 電視劇24                                           | 電視劇24 |
| --------------------------------------------- | -------------------------------------------------- | -------- |
|                                               | Men☆dol ～帥男偶像～ （2008年10月10日－12月26日 ） |          |
| Walkin' Butterfly （2008年7月11日－9月26日 ） | 冒牌名媛三人組 （2009年1月9日－3月27日）           |          |